# اينسيديلن (سويسرا)
اينسيديلن (بالفرنسية: Einsiedeln)‏ هي واحدة من بلديات كانتون شفيتس في سويسرا.

## المناخ
يظهر الجدول التالي التغييرات المناخية على مدار السنة لاينسيديلن:
| البيانات المناخية لـاينسيديلن      | البيانات المناخية لـاينسيديلن | البيانات المناخية لـاينسيديلن | البيانات المناخية لـاينسيديلن | البيانات المناخية لـاينسيديلن | البيانات المناخية لـاينسيديلن | البيانات المناخية لـاينسيديلن | البيانات المناخية لـاينسيديلن | البيانات المناخية لـاينسيديلن | البيانات المناخية لـاينسيديلن | البيانات المناخية لـاينسيديلن | البيانات المناخية لـاينسيديلن | البيانات المناخية لـاينسيديلن | البيانات المناخية لـاينسيديلن |
| الشهر                              | يناير                         | فبراير                        | مارس                          | أبريل                         | مايو                          | يونيو                         | يوليو                         | أغسطس                         | سبتمبر                        | أكتوبر                        | نوفمبر                        | ديسمبر                        | المعدل السنوي                 |
| ---------------------------------- | ----------------------------- | ----------------------------- | ----------------------------- | ----------------------------- | ----------------------------- | ----------------------------- | ----------------------------- | ----------------------------- | ----------------------------- | ----------------------------- | ----------------------------- | ----------------------------- | ----------------------------- |
| متوسط درجة الحرارة الكبرى °م (°ف)  | 2.0 (35.6)                    | 2.9 (37.2)                    | 6.4 (43.5)                    | 10.2 (50.4)                   | 15.2 (59.4)                   | 18.2 (64.8)                   | 20.7 (69.3)                   | 20.0 (68.0)                   | 16.0 (60.8)                   | 12.2 (54.0)                   | 6.3 (43.3)                    | 2.7 (36.9)                    | 11.1 (52.0)                   |
| المتوسط اليومي °م (°ف)             | −2.1 (28.2)                   | −1.5 (29.3)                   | 1.9 (35.4)                    | 5.7 (42.3)                    | 10.4 (50.7)                   | 13.6 (56.5)                   | 15.8 (60.4)                   | 15.3 (59.5)                   | 11.7 (53.1)                   | 7.8 (46.0)                    | 2.3 (36.1)                    | −0.9 (30.4)                   | 6.7 (44.1)                    |
| متوسط درجة الحرارة الصغرى °م (°ف)  | −5.8 (21.6)                   | −5.6 (21.9)                   | −2.1 (28.2)                   | 1.5 (34.7)                    | 6.0 (42.8)                    | 9.3 (48.7)                    | 11.5 (52.7)                   | 11.1 (52.0)                   | 7.8 (46.0)                    | 4.3 (39.7)                    | −0.9 (30.4)                   | −4.2 (24.4)                   | 2.7 (36.9)                    |
| الهطول مم (إنش)                    | 108 (4.3)                     | 108 (4.3)                     | 142 (5.6)                     | 130 (5.1)                     | 166 (6.5)                     | 196 (7.7)                     | 211 (8.3)                     | 198 (7.8)                     | 157 (6.2)                     | 116 (4.6)                     | 127 (5.0)                     | 131 (5.2)                     | 1٬791 (70.5)                  |
| متوسط تساقط الثلوج سم (إنش)        | 60.9 (24.0)                   | 68.3 (26.9)                   | 61.5 (24.2)                   | 24.6 (9.7)                    | 2.5 (1.0)                     | 0 (0)                         | 0 (0)                         | 0 (0)                         | 0.1 (0.0)                     | 4.2 (1.7)                     | 35.5 (14.0)                   | 61.8 (24.3)                   | 319.4 (125.7)                 |
| متوسط أيام هطول الأمطار (≥ 1.0 mm) | 12.2                          | 11.5                          | 14.9                          | 13.2                          | 14.6                          | 14.9                          | 14.3                          | 13.5                          | 11.9                          | 10.4                          | 11.9                          | 13.4                          | 156.7                         |
| متوسط الأيام المثلجة (≥ 1.0 cm)    | 9.4                           | 8.8                           | 8                             | 4.3                           | 0.6                           | 0                             | 0                             | 0                             | 0                             | 0.8                           | 4.9                           | 9                             | 45.8                          |
| متوسط الرطوبة النسبية (%)          | 86.3                          | 83.8                          | 82.3                          | 79.9                          | 78.1                          | 78.0                          | 76.7                          | 79.8                          | 83.0                          | 85.9                          | 87.8                          | 87.3                          | 82.4                          |
| المصدر: MeteoSwiss                 |                               |                               |                               |                               |                               |                               |                               |                               |                               |                               |                               |                               |                               |

## أعلام
- غال موريل
- براكلسوس